# Zacharias Abelin
Zacharias Abelin, född 7 november 1774 i Karlskrona stadsförsamling, Blekinge län, död 5 april 1849 i Linköpings församling, Östergötlands län, var en svensk borgmästare i Linköping.
Abelin gifte sig 1811 med Henrietta Carolina Lodin, dotter till doktor Johan Gustaf Lodin och Engla Carolina Wendtland.